# Jizak
Jizak este un oraș situat în partea de est a Uzbekistanului, într-o oază irigată de Râul Sanzar. Este reședința regiunii Jizak. Industria bumbacului și a materialelor de construcții.